# Королевский лётный корпус
Королевский лётный корпус (англ. Royal Flying Corps, RFC) — предшественник Королевских военно-воздушных сил Великобритании, действовавший до и во время Первой мировой войны.
Девиз: «Через тернии к звёздам» (лат. Per ardua ad astra; англ. Through Adversity to the Stars).

## История
Королевский лётный корпус был создан 13 апреля 1912 года указом короля Георга V. Возглавил новое формирование бригадный генерал сэр Дэвид Хендерсон 13 мая 1912 года Лётному корпусу был передан и Воздушный батальон Корпуса Королевских инженеров, первое военно-воздушное формирование Британской армии. Лётный корпус состоял из армейского крыла (англ. Military Wing), военно-морского крыла (англ. Naval Wing), резерва, Центральной лётной школы (англ. Central Flying School) в Апавоне (Уилтшир) и Королевского авиационного завода (англ. Royal Aircraft Factory) в Фарнборо. После конкурса в августе 1912 года на вооружение был выбран французский самолёт Blériot Experimental 2 (B.E.2). К концу 1912 года в Корпусе числилось 133 сотрудника, 1 дирижабль, 12 пилотируемых воздушных шаров и 36 невооружённых бипланов.
Королевский флот, имея иные приоритеты, чем сухопутные вооружённые силы, и желая сохранить больший контроль над своими самолётами, в 1914 году добился отделения флотского крыла и переименовал его в Королевскую Военно-морскую авиационную службу (англ. Royal Naval Air Service, RNAS), хотя объединённая центральная лётная школа была сохранена общей.
Первая в истории британских ВВС авиационная катастрофа произошла 5 июля 1912 года около Стоунхенджа. Погибли капитан Юстас Б. Лорэйн (англ. Eustace B. Loraine) и его наблюдатель, штаб-сержант Р. Х. В. Вилсон (англ. R.H.V. Wilson). В приказе, изданном после происшествия, было объявлено: «Полёты продолжатся этим вечером как обычно». Это заявление стало в Корпусе традицией.
В августе 1912 года лейтенант Уилфред Парк (англ. Wilfred Parke) стал первым лётчиком, благополучно вышедшим из штопора, в который его биплан Avro G случайно сорвался на высоте в 700 футов над аэродромом Larkhill. Четыре месяца спустя, 11 декабря 1912 года, Парк разбился на моноплане Handley Page, на котором он перелетал из Хендона в Оксфорд.

### Первая мировая война

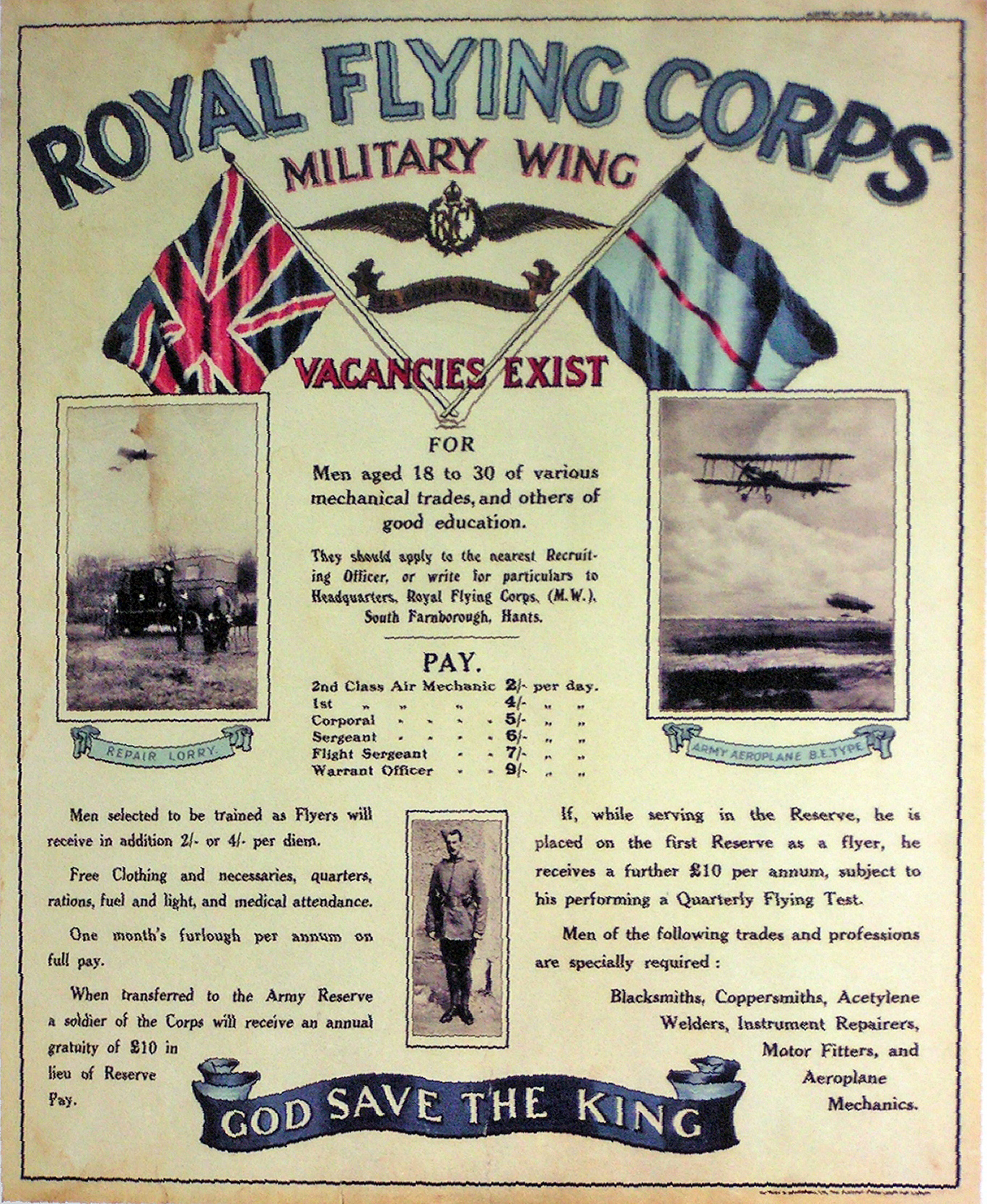
Рекрутинговый плакат

В начале Первой мировой войны Великобритания имела один из самых малочисленных парков самолётов. На 1 августа 1914 года в подразделениях Королевского воздушного корпуса насчитывалось всего 63 самолёта. С началом боевых действий, после высадки английского экспедиционного корпуса во Франции, резко возросла потребность в самолётах.
В начальный период Первой мировой войны задачи RFC были в основном сосредоточены на обеспечении боевых действий британских сухопутных сил, корректировке артиллерии и фоторазведке. Эта деятельность постепенно, но неуклонно, втягивала пилотов RFC в воздушные бои с немецкими пилотами. Позже, в ходе войны, к задачам RFC прибавились обстрел с воздуха вражеских войск и бомбёжка немецких аэродромов, а со временем — стратегические бомбардировки немецких промышленных и транспортных объектов.
В начале первой мировой войны RFC состоял из пяти эскадронов — одного наблюдательного воздухоплавательного (англ. RFC No1 Squadron) и четырёх, вооружённых самолётами (эскадроны RFC No2 и No3 были первыми авиационными подразделениями в мире). В основном, пилоты Корпуса летали на самолётах B.E.2, Farman MF.7, Avro 504, Vickers F.B.5, Bristol Scout и F.E.2. К маю 1915 года Королевский лётный корпус насчитывал 166 самолётов.
Начиная с 13 сентября 1914 года RFC использовался для воздушной разведки. В течение 1914 года также осуществлялась и аэрофотосъёмка, но более или менее эффективной она стала только в следующем году. К 1918 году фотосъёмка могла осуществляться уже с высоты до 15 тыс.футов (5 тыс.м), и на таком снимке можно было распознать более 3000 фигур людей. Парашютами пилоты RFC во время Первой мировой войны не пользовались, парашют марки Calthrop Guardian Angel (модель 1916 года) был официально принят на вооружение лишь в конце 1918 года.
В августе 1915 года новым командиром Корпуса стал известный лётчик Хью Тренчард. Он выступал за более агрессивный подход и добился начала постоянного патрулирования линии фронта. Это привело к увеличению потерь. К 1916 году ежедневно RFC теряли в среднем два экипажа, а весной 1917 года потери выросли до пятьдесяти самолётов в неделю. Снижения потерь удалось добиться только после того как на вооружение Корпуса поступили усовершенствованные истребители, такие как: Bristol Fighter, Sopwith Pup, Sopwith Camel, S.E.5 и Airco DH.2. Имелись и новые бомбардировщики, в том числе, Handley Page и Airco DH.4. Благодаря новой технике, британские лётчики смогли переломить ситуацию и вместе с французскими ВВС добились превосходства над врагом.
В июле 1916 года, к моменту начала битвы на Сомме, Лётный корпус насчитывал 421 самолёт, разделённых на двадцать семь эскадрилий, объединеных в четыре бригады, каждая из которых была прикреплена к одной из британских армий; также имелось четыре эскадрильи змейковых аэростатов и 14 воздушных шаров.
17 августа 1917 года генерал Ян Смэтс представил Военному Совету рапорт относительно будущего военной авиации. В виду её значительного потенциала для «опустошения вражеских земель и разрушения индустриальных и густонаселённых центров в больших масштабах», он рекомендовал создать новый вид войск, который был бы на одном уровне с Армией и Королевским флотом. Его создание сделало бы возможным использование персонала и техники морской авиации на Западном фронте, а также прекратило бы конкуренцию между видами вооружённых сил, которая неблагоприятно сказывалась на закупках самолётов. 1 апреля 1918 года RFC и RNAS были объединены. Образовался новый вид войск — Королевские военно-воздушные силы (англ. Royal Air Force, RAF), — под командованием нового Министерства ВВС. Если в 1914 году в штате Лётного корпуса состояло 2073 человека, то к началу 1919 года в RAF было уже 4000 боевых самолётов и 114 тыс.человек.

### Самолёты Королевского лётного корпуса Великобритании

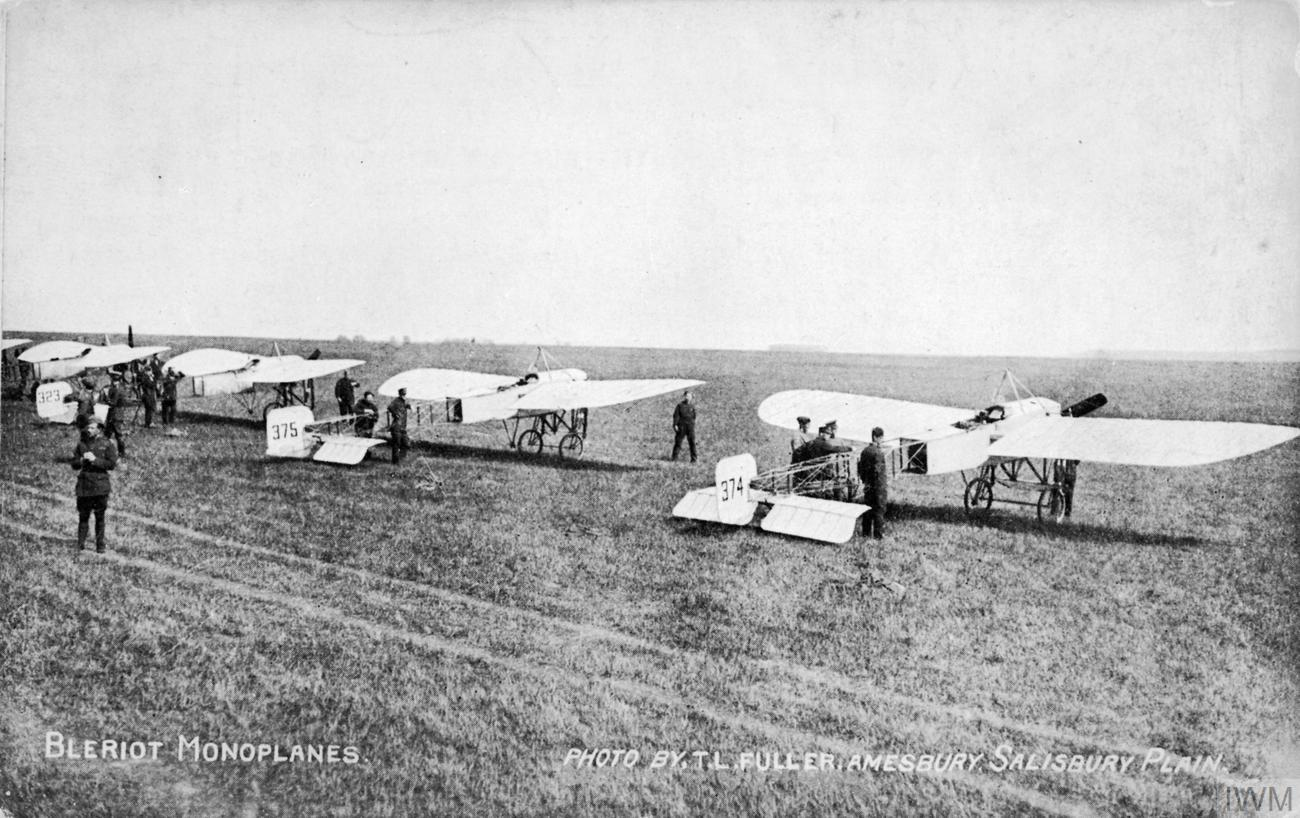
Монопланы RFC Bleriot XI на аэродроме в Англии, 1914 год.

Airco DH.1, Airco DH.1A — Истребитель-разведчик. Биплан. Первый полёт в 1915 году. Экипаж два человека, место летчика сзади, стрелок-наблюдатель спереди. Вооружение пулемёт, установленный впереди. Двигатель в задней части фюзеляжа с толкающим винтом. Принимал участие в боевых действиях в Палестине. Эксплуатировались до 1917 года.
Airco DH.2 (aka De Havilland DH.2) — Истребитель-разведчик. Первый полёт в 1915 году. Первый британский специализированный самолёт-истребитель. Биплан с толкающим винтом. Участвовал в боевых действиях на Западном фронте, в Македонии и на Ближнем Востоке. Всего было построено 453 самолёта.
Airco DH.4 — Дневной-бомбардировщик. Первый полёт в 1916 году. Экипаж два человека. Продолжительность полёта с двумя бомбами составляла 5 часов. Самолёт идеально подходил для фоторазведки, так как имел максимальный потолок около 6 700 метров. Самолёт принимал участие в боевых действиях на всех фронтах Первой Мировой войны К концу 1918 года в Англии было произведено 1449 экземпляров и ещё 2500 собрали по лицензии в США.
Airco DH.5 (aka De HavillandDH.5) — Истребитель-разведчик. Первый полёт в 1917 году. Биплан с тянущим винтом. Вооружение — пулемёт с синхронизирующем механизмом для стрельбы через винт. Всего было изготовлено 550 экземпляров.
Airco DH.9 — Дневной бомбардировщик. Первый полёт в 1917 году. Самолёты участвовали в боевых действиях на Западном фронте, в Македонии и Палестине, а также усилили Береговую охрану Великобритании и патрули, боровшиеся с дирижаблями. Самолёты серийно производились в 1917—1918 годах, всего было выпущено 3 204 самолёта. Самолёт эксплуатировался до 1937 года.
Armstrong Whitworth F.K.3 — Вспомогательный самолёт. Первый полёт в 1915 году. Большинство самолётов использовалось в учебных подразделениях. Всего было выпущено около 500 самолётов.
Armstrong F.K.9 — Двухместный универсальный фронтовой самолёт. Первый полёт в 1916 году. Был принят на вооружение осенью 1916 года. Серийно было выпущено около 1500 самолётов. Использовался как разведчик, легкий бомбардировщик и корректировщик артогня.
Avro Type E и Es (Avro 500) — Легкий многоцелевой самолёт. Первый полёт а 1912 году. Всего было выпущено 12 самолётов.
Avro 504 — Одномоторный двухместный учебный самолёт. Первый полёт в 1913 году. Серийно самолёты поставлялись с 1917 года. Применялись в основном как учебные, экскурсионные и как буксировщики. Известно также об участии в налёте этих самолётов на базу дирижаблей в ноябре 1914 года.
Bristol Boxkite — Легкий многоцелевой самолёт. Первый полёт в 1910 году. Производился до 1914 года. Всего было выпущено 76 самолётов. Три самолёта продали в Россию, это был первый в истории правительственный контракт на британские самолёты.
Bristol F.2 Fighter; F.2B — Двухместный истребитель-разведчик. Первый полёт F.2 в 1916 году, F.2B в 1917 году. В июне 1917 года F.2B был утвержден в качестве стандартного типа для истребительно-разведочных эскадрилий Западного фронта Первой мировой войны. Самолёты поставлялись во многие страны мира. В Великобритании они находились на вооружении до 1932 года. Bristol F.2B считается лучшим двухместным истребителем Первой Мировой войны.
Bristol M.1 — Истребитель. Первый полёт в 1916 году. Цельнодеревянный моноплан с тянущим винтом. Самолёты принимали участие в боевых действиях на Ближнем и Среднем Востоке, в Греции. На Западном фронте не применялись. Серийный выпуск продолжался до февраля 1918 года.
Bristol Scout — Легкий вспомогательный самолёт. Первый полёт в 1916 году. Цельнодеревянный биплан. Эксплуатировались в Македонии, Месопотамии и в Палестине. Самолёты использовались в основном для борьбы с вражескими дирижаблями. До 1916 года было выпущено 374 самолёта.
De Havilland D.H.10 Amiens — Фронтовой бомбардировщик. Первый полёт в 1918 году. Двухмоторный цельнодеревянный биплан. В боевые части стал поступать весной 1918 года, Принимал участие в боевых действиях в конце войны. После войны некоторые самолёты переоборудовали для перевозки грузов и почты. Эксплуатировались до середины 1920-х годов.
Fairey III — Гидросамолёт-разведчик. Первый полёт в 1917 году. На вооружение стали поступать в 1918 году к концу Первой Мировой войны. На различных модификациях самолёта было установлено несколько мировых рекордов. Самолёт поставлялся на экспорт. Эксплуатировался до 1939 года.
Felixstowe F.2 — Многоцелевая летающая лодка. Первый полёт в 1916 году. Экипаж 4 человека. Самолёты применялись для дальней разведки, противолодочного патрулирования, а также как многоместный истребитель охраны побережья.
Flanders F.4 — Легкий вспомогательный самолёт. Первый полёт в 1912 году. Двухместный моноплан. Самолёты Flanders на вооружение не поступили из-за запрета на использование монопланов.
Grahame-White Type XV — Учебно-тренировочный самолёт. Первый полёт в 1913 году. Всего было выпущено 135 самолётов, в том числе 85 самолётов для морской авиации. Самолёты прослужили до 1918 года.
Handley Page 0/100, 0/400 — Тяжелый бомбардировщик. Первый полёт 0/100в 1915 году, 0/400 в 1916 году. Двухмоторный биплан. Экипаж 4 человека. Два пилота, носовой стрелок-бомбардир и задний стрелок. В войсках применялись для морского патрулирования, ночных бомбежек баз германского флота и аэродромов тяжелых бомбардировщиков. Несколько самолётов использовались для перевозки чиновников и военных между Лондоном и Парижем. После войны использовались для пассажирских и почтовых перевозок. Было произведено 46 самолётов 0/100 и 400 самолётов 0/400.
Handley Page V/1500 — Дальний тяжелый бомбардировщик. Первый полёт в 1918 году. На момент окончания войны в части поступило семь бомбардировщиков. Экипаж 4-7 человек. Handley Page V/1500 первый стратегический бомбардировщик. Всего было изготовлено 32 самолёта.
Howard Wright Biplane — Легкий самолёт. Первый полёт в 1910 году.
Martinsyde G.100, G102 Elephant — Истребитель. Первый полёт в 1915 году. Одномоторный цельнодеревянный биплан. Экипаж 1 человек. G.102 использовались в основном как бомбардировщики. Было изготовлено 100 самолётов G.100 и 170 самолётов G.2.
Martinsyde S.1 — Разведывательный самолёт. Первый полёт в 1914 году. Цельнодеревянный биплан. Экипаж один человек. В конце 1914 года самолёт стал поступать в боевые части. Часть самолётов в начале 1915 года приняла участие в боевых действиях на Западном фронте, но уже летом эти самолёты были переданы в учебные подразделения. Всего было изготовлено более 60 самолётов.
Royal Aircraft Factory B.E.12 — Одноместный истребитель. Первый полёт в 1916 году. Серийное производство с марта 1916 года. На западном фронте с августа 1916 года. Использовались ПВО Англии до конца 1917 года. Всего было построено 601 самолёт.
Short Bomber — Тяжелый бомбардировщик. Первый полёт в 1915 году. Экипаж два человека — пилот и стрелок-бомбардир. Самолёты стали поступать на вооружение в военно-морскую авиацию, они бомбили немецкие береговые объекты в Бельгии. Всего было изготовлено 83 самолёта. На вооружении эти самолёты состояли до 1917 года.
Short Type 827 (830) — Разведывательный гидросамолёт. Первый полёт в 1914 году. В боевые части военно-морской авиации поступили в 1915 году, несли службу в Восточной Африке, на Средиземноморье и в Месопотамии. Всего было построено 136 самолётов. На вооружении состояли до конца 1918 года.
Short S.184 — Многоцелевой разведчик-торпедоносец. Первый полёт в 1915 году. Двухместный цельнодеревянный биплан. Самолёт взлетал авианосцев и с прибрежных аэродромов. Самолёты в основном использовались для разведки, борьбы с подводными лодками и бомбардировки прибрежных объектов противника. В августе 1915 года с самолёта была произведена первая в истории торпедная атака, был потоплен турецкий пароход. Всего было выпущено 1096 самолётов.
Sopwith Three Seater — Легкий многоцелевой самолёт. Первый полёт в 1913 году. В передней кабине этого биплана размещались два пассажира, кабина пилота размещалась сзади. В годы Первой Мировой войны использовались для разведки, бомбардировок и патрулирования.
Sopwith 1/2 Strutter — Многоцелевой истребитель. Первый полёт в 1915 году. Двухместный биплан с тянущим винтом. На самолёте впервые среди самолётов союзников установили синхронный пулемёт. На ночных истребителях над верхним крылом устанавливался мощный прожектор. На западном фронте эти самолёты воевали до сентября 1917 года, затем их стали передавать в учебные подразделения. Самолёты поставлялись в Россию. В Англии было построено более 1400 самолётов, около 4500 самолётов было построено во Франции.
Sopwith Pup — Истребитель. Первый полёт в 1916 году. Серийно самолёты выпускались до 1917 года. В составе морской и армейской авиации участвовали в боевых действиях до конца войны. Sopwith Pup — первый в мире истребитель корабельного базирования. Всего было построено 1846 самолётов.
Vickers Vimy — Тяжелый бомбардировщик. Первый полёт в ноябре 1917 года. Биплан. Экипаж три человека. В историю авиации вошел за несколько дальних рейсов. Всего было изготовлено 230 самолётов.
Vickers F.B.5 Gunbus — Истребитель. Первый полет в 1914 году. Биплан. Экипаж два человека. Первый военный самолет компании Vickers. Всего было изготовлено более 200 самолетов.